# Текле Гайманот Гондерський
Текле Гайманот — був проголошений негусом (лютий 1788–1789) Ефіопії колишніми послідовниками Баеди Мар'яма. Він перебував у власному палаці у Гондері й керував там близько року.